# Fulmodeston
Fulmodeston is een civil parish in het bestuurlijke gebied North Norfolk, in het Engelse graafschap Norfolk met 442 inwoners.